# Urso de Prata de melhor ator
O Urso de Prata de melhor ator é um dos prêmios anuais do Festival de Berlim.

## Premiados
| Ano  | Ator                                                              | Filme                                              |
| ---- | ----------------------------------------------------------------- | -------------------------------------------------- |
| 1956 | Burt Lancaster                                                    | Trapeze                                            |
| 1957 | Pedro Infante                                                     | Tizoc                                              |
| 1958 | Sidney Poitier                                                    | The Defiant Ones                                   |
| 1959 | Jean Gabin                                                        | Archimède le clochard                              |
| 1960 | Fredric March                                                     | Inherit The Wind                                   |
| 1961 | Peter Finch                                                       | No Love for Johnnie                                |
| 1962 | James Stewart                                                     | Mr. Hobbs Takes a Vacation                         |
| 1963 | Sidney Poitier                                                    | Lilies of the Field                                |
| 1964 | Rod Steiger                                                       | The Pawnbroker                                     |
| 1965 | Lee Marvin                                                        | Cat Ballou                                         |
| 1966 | Jean-Pierre Léaud                                                 | Masculin, féminin                                  |
| 1967 | Michel Simon                                                      | Le vieil homme et l'enfant                         |
| 1968 | Jean-Louis Trintignant                                            | L'Homme qui ment                                   |
| 1971 | Jean Gabin                                                        | Le Chat                                            |
| 1972 | Alberto Sordi                                                     | Detenuto in attesa di giudizio                     |
| 1975 | Vlastimil Brodský                                                 | Jakob der Lügner                                   |
| 1976 | Gerhard Olschewski                                                | Verlorenes Leben                                   |
| 1977 | Fernando Fernán Gómez                                             | El anacoreta                                       |
| 1978 | Craig Russell                                                     | Outrageous!                                        |
| 1979 | Michele Placido                                                   | Ernesto                                            |
| 1980 | Andrzej Seweryn                                                   | Dyrygent                                           |
| 1981 | Anatoly Solonitsyn                                                | Dvadtsat shest dney iz zhizni Dostoevskogo         |
| 1981 | Jack Lemmon                                                       | Tribute                                            |
| 1982 | Stellan Skarsgård                                                 | Den Enfaldige Mördaren                             |
| 1982 | Michel Piccoli                                                    | Une étrange affaire                                |
| 1983 | Bruce Dern                                                        | That Championship Season                           |
| 1984 | Albert Finney                                                     | The Dresser                                        |
| 1985 | Fernando Fernán Gómez                                             | Stico                                              |
| 1986 | Tuncel Kurtiz                                                     | Hiuch HaGdi                                        |
| 1987 | Gian Maria Volonté                                                | Il Caso Moro                                       |
| 1988 | Jörg Pose and Manfred Möck                                        | Einer trage des anderen Last                       |
| 1989 | Gene Hackman                                                      | Mississippi Burning                                |
| 1990 | Iain Glen                                                         | Silent Scream                                      |
| 1991 | Maynard Eziashi                                                   | Mister Johnson                                     |
| 1992 | Armin Mueller-Stahl                                               | Utz                                                |
| 1993 | Denzel Washington                                                 | Malcolm X                                          |
| 1994 | Tom Hanks                                                         | Philadelphia                                       |
| 1995 | Paul Newman                                                       | Nobody's Fool                                      |
| 1996 | Sean Penn                                                         | Dead Man Walking                                   |
| 1997 | Leonardo DiCaprio                                                 | Romeo + Juliet                                     |
| 1998 | Samuel L. Jackson                                                 | Jackie Brown                                       |
| 1999 | Michael Gwisdek                                                   | Night Shapes (Nachtgestalten)                      |
| 2000 | Denzel Washington                                                 | The Hurricane                                      |
| 2001 | Benicio del Toro                                                  | Traffic                                            |
| 2002 | Jacques Gamblin                                                   | Laissez-passer                                     |
| 2003 | Sam Rockwell                                                      | Confessions of a Dangerous Mind                    |
| 2004 | Daniel Hendler                                                    | Lost Embrace (El abrazo partido)                   |
| 2005 | Lou Taylor Pucci                                                  | Thumbsucker                                        |
| 2006 | Moritz Bleibtreu                                                  | Elementarteilchen                                  |
| 2007 | Julio Chávez                                                      | The Other (El otro)                                |
| 2008 | Reza Naji                                                         | The Song of Sparrows (Avaze gonjeshk-ha)           |
| 2009 | Sotigui Kouyaté                                                   | London River                                       |
| 2010 | Grigoriy Dobrygin and Sergei Puskepalis                           | How I Ended This Summer (Kak Ya Provel Etim Letom) |
| 2011 | Peiman Ma'adi, Shahab Hosseini, Ali-Asghar Shahbazi, Babak Karimi | Nader and Simin, A Separation                      |
| 2012 | Mikkel Følsgaard                                                  | A Royal Affair                                     |
| 2013 | Nazif Mujić                                                       | An Episode in the Life of an Iron Picker           |
| 2014 | Liao Fan                                                          | Bai Ri Yan Huo                                     |
| 2015 | Tom Courtenay                                                     | 45 Years                                           |
| 2016 | Majd Mastoura                                                     | Inhebbek Hedi                                      |
| 2017 | Georg Friedrich                                                   | Helle Nächte                                       |